# Canuto V de Dinamarca
Canuto V de Dinamarca (?-9 de agosto de 1157), rey de Dinamarca, corregente junto a Svend III y Valdemar I entre 1146 y 1157.
Era hijo del príncipe Magnus Nilsson de Dinamarca, quien había asesinado a Canuto Lavard, y de Riquilda de Polonia. Tras la abdicación de Erico III de Dinamarca, los magnates de Jutlandia le declararon rey. Durante los años siguientes, intentó derrotar a su rival Svend III de Selandia. Juntos participaron en la cruzada de los wendos en 1147, asediando Dobin. En 1151 fue expulsado de Dinamarca y su solicitud de ayuda al emperador alemán únicamente sirvió para que Canuto se convirtiera en el cogobernante menor de Svend.
Sin embargo, un pacto secreto con Valdemar, hijo del peor enemigo de su padre, dio origen a una alianza que en 1154 les convirtió en gobernantes únicos del reino del que Svend tuvo que huir. Asimismo, Canuto contó con el apoyo de Suecia, gobernada por su padrastro Sverker I. Tras una nueva guerra, en 1157 se firmó un nuevo compromiso que convertía a Canuto en gobernante de Selandia; durante el banquete de paz celebrado en Roskilde, Canuto fue asesinado por uno de los guerreros de Svend.
No se tienen datos seguros sobre su persona o su carácter. Su hermanastra, Sofía de Minsk, se casó con Valdemar I de Dinamarca.